# Barrage de Peixe Angelical
Le barrage de Peixe Angelical est un barrage et une centrale hydroélectrique sur le rio Tocantins. Sa construction a débuté en 2002 et s'est achevé en 2006. Il est équipé de 3 turbines pour une puissance totale de 498,75 MW, et son lac se situe sur le territoire des municipalités de Peixe, São Salvador do Tocantins et Paranã.